# Naco (pejoratief)
Een naco is in Mexico een pejoratieve benaming om mensen van een lage sociale klasse te omschrijven.
De term verwijst naar mensen met een lage sociale status, slechte smaak, weinig opleiding en vulgair en onbeschaafd taalgebruik. De term is het meest in zwang in Mexico-Stad, en het chilango-accent van Mexico-Stad geldt als het stereoype naco-accent, vooral wanneer het aankomt op het vrijwel betekenisloze tussenwerpsel güey. Vaak worden ook leden van de nouveau riche, en dan met name diegenen die hun fortuin hebben gemaakt in de drugshandel, als naco's gezien.
Over de oorsprong van de term bestaat geen zekerheid, maar het woord lijkt in ieder geval een inheemse oorsprong te hebben. Mogelijk komt het van het Nahuatl nacotl, wat 'mensen van hier' betekent. Volgens een andere hypothese is het een verbastering van Totonaco, Spaans voor de Totonaken, een indianenvolk in Mexico. Weer anderen opperen dat het een verbastering is van chinaco, de liberale guerrillaruiters uit de 19e eeuw die uit lage sociale klassen afkomstig waren.
Afhankelijk van de context, met name wanneer gebruikt door criollos/blanken die neerkijken op mestiezen en indianen, kan het woord zelfs een racistische connotatie hebben, en sowieso bestaat een onevenredig groot deel van de arme bevolking in Mexico uit indianen en mestiezen. Daar staat tegenover dat veel naco's het woord als geuzennaam zijn gaan gebruiken. Sinds 2001 bestaat in Mexico het kledingmerk NaCo., dat naco-parodieën maakt op bekende T-shirtslogans en ook de boekhandel Gandhi kende een op naco's gerichte reclamecampagne met de slogan "Leer, güey, aumenta, güey, tu vocabulario, güey" ("Lezen, güey, vergroot, güey, je woordenschat, güey").
Als tegenhangers en -standers van de naco's gelden de fresa's, jongeren uit traditionele, welgestelde families met een conservatieve mentaliteit en een 'saaie' levensstijl. Fresa's doen bijvoorbeeld hun inkopen in de dure Avenida Presidente Masaryk in de wijk Polanco, bezoeken in hun vrije tijd concerten in het dure Auditorio Nacional en rijden in grote auto's, terwijl naco's op de markt winkelen, gratis concerten op het Zócalo bezoeken en met pesero's en de metro reizen. De laatste jaren is in telenovela's en films de 'onmogelijke liefde' tussen een naco-jongen en een fresa-meisje een populair thema geworden.